# Pattullo Range
Pattullo Range är ett berg i Kanada.   Det ligger i provinsen British Columbia, i den sydvästra delen av landet, 3 700 km väster om huvudstaden Ottawa. Toppen på Pattullo Range är 2 042 meter över havet, eller 23 meter över den omgivande terrängen. Bredden vid basen är 0,32 km.
Terrängen runt Pattullo Range är bergig åt sydväst, men åt nordost är den kuperad.Trakten runt Pattullo Range är nära nog obefolkad, med mindre än två invånare per kvadratkilometer.. Det finns inga samhällen i närheten. 
Trakten runt Pattullo Range består i huvudsak av gräsmarker.